# Nuoto ai Giochi della XXIX Olimpiade - Staffetta 4x200 metri stile libero maschile

## Record
Prima di questa competizione, il record del mondo (WR) e il record olimpico (OR) erano i seguenti.
|  | 7'03"24 | Michael Phelps, Ryan Lochte, Klete Keller e Peter Vanderkaay Stati Uniti | 30 marzo 2007 Melbourne, Australia  |
|  | 7'07"05 | Ian Thorpe, Michael Klim, Todd Pearson e Bill Kirby Australia            | 19 settembre 2000 Sydney, Australia |

Durante l'evento sono stati migliorati i seguenti record:
| Data      | Evento      | Atleta                              | Nazione     | Tempo   | Record |
| --------- | ----------- | ----------------------------------- | ----------- | ------- | ------ |
| 12 agosto | 2ª batteria | Walters, Berens, Vendt e Keller     | Stati Uniti | 7'04"66 |        |
| 13 agosto | Finale      | Phelps, Lochte, Berens e Vanderkaay | Stati Uniti | 6'58"56 |        |

## Batterie
Si sono svolte 2 batterie di qualificazione. Le prime 8 squadre si sono qualificate direttamente per la finale.
- Martedì 12 agosto

| Pos | Batteria | Corsia | Nazione     | Atleti                                                                                                 | Tempo   | Note |
| --- | -------- | ------ | ----------- | --- | ------- | ---- |
| 1   | 2        | 4      | Stati Uniti | David Walters 1:46.57 Ricky Berens 1:45.47 Erik Vendt 1:47.11 Klete Keller 1:45.51                     | 7:04.66 | Q OR |
| 2   | 1        | 4      | Italia      | Nicola Cassio 1:48.76 Marco Belotti 1:45.82 Emiliano Brembilla 1:46.46 Massimiliano Rosolino 1:46.80   | 7:07.84 | Q ER |
| 3   | 1        | 6      | Russia      | Mikhail Polishchuk 1:48.54 Danila Izotov 1:47.24 Nikita Lobintsev 1:46.84 Alexander Sukhorukov 1:45.24 | 7:07.86 | Q    |
| 4   | 2        | 3      | Regno Unito | David Carry 1:46.47 Andrew Hunter 1:46.88 Ross Davenport 1:47.15 Robbie Renwick 1:47.39                | 7:07.89 | Q    |
| 5   | 1        | 5      | Canada      | Bryan Johns 1:47.44 Rick Say 1:47.24 Adam Sioui 1:47.05 Andrew Hurd 1:46.31                            | 7:08.04 | Q    |
| 6   | 2        | 5      | Australia   | Nick Ffrost 1:47.47 Grant Brits 1:46.84 Kirk Palmer 1:47.02 Leith Brodie 1:47.08                       | 7:08.41 | Q    |
| 7   | 1        | 7      | Giappone    | Yoshihiro Okumura 1:47.19 Sho Uchida 1:46.59 Yasunori Mononobe 1:47.29 Hisato Matsumoto 1:48.05        | 7:09.12 | Q AS |
| 8   | 2        | 2      | Sudafrica   | Jean Basson 1:45.99 Darian Townsend 1:46.14 Jan Venter 1:48.32 Sebastien Rousseau 1:50.46              | 7:10.91 | Q AF |
| 9   | 2        | 6      | Austria     | Dominik Koll 1:47.72 David Brandl 1:46.45 Florian Janistyn 1:50.48 Markus Rogan 1:46.80                | 7:11.45 |      |
| 10  | 1        | 2      | Cina        | Lin Zhang 1:46.13 Enjian Zhang 1:49.31 Yang Sun 1:48.73 Haoran Shi 1:49.40                             | 7:13.57 |      |
| 10  | 1        | 8      | Francia     | Clément Lefert 1:48.34 Sebastien Bodet 1:49.47 Matthieu Madelaine 1:49.87 Amaury Leveaux 1:45.89       | 7:13.57 |      |
| 12  | 1        | 1      | Germania    | Paul Biedermann 1:47.48 Benjamin Starke 1:48.51 Christian Kubusch 1:49.28 Stefan Herbst 1:48.65        | 7:13.92 |      |
| 13  | 2        | 1      | Ungheria    | Gergő Kis 1:47.39 Tamas Kerekjarto 1:49.09 Dominik Kozma 1:49.26 Norbert Kovács 1:48.40                | 7:14.14 |      |
| 14  | 2        | 7      | Polonia     | Lukasz Gasior 1:49.43 Lukasz Wojt 1:48.54 Michal Rokicki 1:51.14 Przemysław Stańczyk 1:48.98           | 7:18.09 |      |
| 15  | 2        | 8      | Grecia      | Andreas Zisimos 1:49.05 Nikolaos Xylouris 1:49.53 Ioannis Giannoulis 1:48.96 Vasileios Demetis 1:50.72 | 7:18.26 |      |
| 16  | 1        | 3      | Brasile     | Nicolas Oliveira 1:49.49 Rodrigo Castro 1:48.31 Phillip Morrison 1:49.35 Lucas Salatta 1:52.39         | 7:19.54 |      |

## Finale
- Mercoledì 13 agosto

| Pos | Corsia | Nazione     | Atleti | Tempo   | Note |
| --- | ------ | ----------- | --- | ------- | ---- |
| 1   | 4      | Stati Uniti | Michael Phelps (1:43.31) Ryan Lochte (1:44.28) Ricky Berens (1:46.29) Peter Vanderkaay (1:44.68)               | 6:58.56 | WR   |
| 2   | 3      | Russia      | Nikita Lobintsev (1:46.64) Evgeniy Lagunov (1:46.56) Danila Izotov (1:45.85) Alexander Sukhorukov (1:44.65)    | 7:03.70 | ER   |
| 3   | 7      | Australia   | Patrick Murphy (1:45.95) Grant Hackett (1:45.87) Grant Brits (1:47.13) Nick Frost (1:46.03)                    | 7:04.98 |      |
| 4   | 5      | Italia      | Marco Belotti (1:47.37) Emiliano Brembilla (1:47.33) Massimiliano Rosolino (1:46.53) Filippo Magnini (1:44.12) | 7:05.35 |      |
| 5   | 2      | Canada      | Colin Russell (1:46.89) Brian Johns (1:47.61) Brent Hayden (1:44.42) Andrew Hurd (1:46.65)                     | 7:05.77 |      |
| 6   | 6      | Regno Unito | David Carry (1:46.68) Andrew Hunter (1:46.73) Robbie Renwick (1:46.16) Ross Davemport (1:46.25)                | 7:05.92 |      |
| 7   | 1      | Giappone    | Yoshihiro Okumura (1:46.61) Sho Uchida (1:47.36) Yasunori Mononobe (1:47.72) Hisato Matsumoto (1:48.62)        | 7:10.31 |      |
| 8   | 8      | Sudafrica   | Jean Basson (1:46.67) Darian Townsend (1:47.24) Jan Venter (1:49.56) Sebastian Rosseau (1:49.55)               | 7:13.02 |      |